# Hans Trapp
Hans Trapp (* 3. Mai 1882; † 10. November 1938 in Reutlingen) war ein deutscher Fußballspieler und Sportfunktionär.  

## Leben
Im Jahre 1899 trennten sich einige Männer vom Cannstatter Fußball-Club und gründeten den FC Stuttgarter Kickers, darunter war auch Hans Trapp. Er war als Gründungsmitglied auch Teil der ersten Vorstandschaft des Vereins und fungierte als 1. Spielleiter der Kickers.
Beim ersten Spiel der Vereinsgeschichte, welches am 8. Oktober 1899 auf dem Stöckach-Platz gegen den FC Stuttgart 1894 stattfand, kam er als Rechtsaußen zum Einsatz. Die Partie endete 11:0 für die Kickers. Bis 1906 war Trapp als Fußballspieler bei den Stuttgartern aktiv und zwischen 1908 und 1911 sowie 1912 bis 1919 und 1926 bis 1927 Vorsitzender des Vereins. Später wurde er zum ersten Ehrenvorsitzenden des Vereins ernannt.
Neben seiner Tätigkeit bei den Kickers war Trapp von 1902 bis 1904 Mitglied des Spielausschusses des Süddeutschen Fußball-Verbands, von welchem er auch Träger der Ehrennadel wurde. Aber auch der Leichtathletik war Trapp verbunden, so hatte er von 1918 für mindestens sechs Jahre lang das Amt des Leiters des Württembergischen Leichtathletik-Verband inne. In dieser Zeit saß Trapp zudem dem Stadtverband für Leibesübungen Groß-Stuttgart vor.
Des Weiteren war er Teil, des am 8. September 1928 in Karlsruhe gegründeten „Club der Alten“, einer Vereinigung der Fußball-Pioniere um Walther Bensemann.
Beruflich war Trapp Regierungsbaumeister sowie Regierungsbaurat.

## Veröffentlichungen
- zusammen mit Gustav Dreher: Fußball-Klub "Stuttgarter Kickers". Jubiläumsschrift zum 10. Stiftungs-Fest am 8. Januar 1910. Lauser, Stuttgart 1910.
- Das Fußball-Spielsystem. Vorschlag zur Verbesserung des Spielsystems im Südd. Fußballverband. In: Sportzeitung des Stuttgarter Neuen Tagblatts, Nr. 12, 14. Juni 1920, S. 1.
- Die württembergischen Leichtathletik-Meisterschaften am 18. Juli 1920. In: Sportzeitung des Stuttgarter Neuen Tagblatts, Nr. 16, 12. Juli 1920, S. 1.
- Die süddeutschen Leichtathletikmeisterschaften am 1. August 1920. In: Sportzeitung des Stuttgarter Neuen Tagblatts, Nr. 18, 26. Juli 1920, S. 1.
- (Mitarb.): Festschrift zur Feier des 25jährigen Bestehens des Sportvereins Stuttgarter Kickers e.V. 1899–1924, hrsg. von Max Maurer, Stuttgart 1924.
- Das Stuttgarter Sportleben. In: Fritz Elsas (Hrsg.): Stuttgart. Das Buch der Stadt. Jul. Frank, Sentus Verlag, Stuttgart 1925, S. 252–255.